# Domein (biologie)
In de biologie is het domein de hoogste taxonomische rang, het hoogste taxonomische niveau waarin het leven wordt ingedeeld. Omdat er behoefte bestond aan nog een hoge rang onder dat van domein wordt daarvoor in moderne studieboeken supergroep gebruikt.
Het domein werd in 1990 door Carl Woese en zijn team voorgesteld. Volgens het driedomeinensysteem van Woese is het leven te verdelen in drie domeinen: Archaea, Bacteria en Eukaryota. De eerste twee zijn micro-organismen met een eenvoudige cellulaire organisatie, dus prokaryoten. Alle organismen die over een celkern en organellen beschikken, worden ingedeeld bij de eukaryoten. Een argument voor het driedomeinensysteem is de uniciteit van het rRNA bij ieder domein.

## Geschiedenis
Er werd eerst op het hoogste niveau een tweedeling in rijken gehanteerd: het dierenrijk en het plantenrijk. Dit systeem bleek echter voor microscopisch kleine organismen en voor schimmels niet goed te werken, de indeling hiervan in dieren en planten leek bij tijden willekeurig. Daarom werd een derde rijk, dat van de protisten, toegevoegd. Later kregen ook de schimmels of fungi en de bacteriën of bacteria een eigen rijk.
Tegenwoordig wordt op grond van fylogenie algemeen een indeling gebruikt, waarbij rijken niet meer het hoogste taxon of indelingsniveau zijn, maar worden de organismen in drie domeinen ingedeeld:
1. de bacteriën, waartoe ook de cyanobacteriën worden gerekend.
2. de archaea, die samen met de bacteriën de prokaryoten vormen, vroeger nog met de naam bacteriën aangeduid. Archaea hebben in tegenstelling tot bacteriën een membraan van etherlipiden en zijn hierdoor in staat om in extreme omstandigheden te overleven.
3. de eukaryoten omvat de organismen van de traditionele, meestal grondig heringedeelde, maar alweer achterhaalde rijken: de planten, protisten, dieren, Chromista en schimmels.

## Domeinen en rijken
Binnen deze domeinen werden volgens iets oudere opvattingen rijken onderscheiden, waarbij dieren, planten en schimmels ieder een rijk vormden, maar vooral de verdeling van de eukaryotische protisten was nog steeds een onderwerp van discussie.
| Linnaeus 1735    | Haeckel 1866 | Chatton 1925 | Copeland 1938 | Whittaker 1969 | Woese e.a. 1990 | Cavalier-Smith 1998 |
| ---------------- | ------------ | ------------ | ------------- | -------------- | --------------- | ------------------- |
| 2 rijken         | 3 rijken     | 2 rijken     | 4 rijken      | 5 rijken       | 3 domeinen      | 6/7 rijken          |
| (niet behandeld) | Protista     | Prokaryota   | Monera        | Monera         | Bacteria        | Bacteria            |
| (niet behandeld) | Protista     | Prokaryota   | Monera        | Monera         | Archaea         | Archaea             |
| (niet behandeld) | Protista     | Eukaryota    | Protoctista   | Protista       | Eucarya         | "Protozoa"          |
| (niet behandeld) | Protista     | Eukaryota    | Protoctista   | Protista       | Eucarya         | "Chromista"         |
| Vegetabilia      | Plantae      | Eukaryota    | Plantae       | Plantae        | Eucarya         | Plantae             |
| Vegetabilia      | Plantae      | Eukaryota    | Plantae       | Fungi          | Eucarya         | Fungi               |
| Animalia         | Animalia     | Eukaryota    | Animalia      | Animalia       | Eucarya         | Animalia            |

## Domeinen en supergroepen
In de meer moderne indelingen op grond van de fylogenie worden de eukaryoten onderverdeeld in vijf supergroepen. Deze supergroepen hebben een minder intuïtieve omgrenzing dan de hierboven genoemde rijken. Binnen de vijf supergroepen zijn dan ongeveer elf rijken ondergebracht. De groep van de protisten is nu over alle vijf supergroepen verdeeld. De rijken van de dieren en de schimmels komen in de supergroep Unikonta bij elkaar, de planten komen samen met de roodwieren in de supergroep Archaeplastida. De verschillende groepen van de algen zijn verspreid over verschillende supergroepen.
Er zijn binnen de eukaryoten vier of vijf supergroepen, die van de: 
1. Unikonta met de dieren, schimmels en amoeben,
2. Excavata,

- en de Bikonta met daarin de supergroepen:
  1.  Chromalveolata met onder andere de bruinwieren, de diatomeeën, de dinoflagellaten, de ciliaten en de Apicomplexa, 
  2. Rhizaria met onder andere de stralendiertjes en de Foraminifera, die ook wel in de Chromalveolata worden opgenomen en
  3. Archaeplastida, met onder andere roodwieren, groenwieren en de planten.

De systematiek van deze hogere taxa is nog niet uitgekristalliseerd.
| Linnaeus (1735) 2 rijken | Haeckel (1894) 3 rijken | Whittaker (1969) 5 rijken | Woese (1977) 6 rijken | Woese (1990) 3 domeinen | Cavalier-Smith (1998) 2 domeinen en 6 rijken | Cavalier-Smith (1998) 2 domeinen en 6 rijken | Keeling (2004) 3 domeinen en 5 supergroepen | Keeling (2004) 3 domeinen en 5 supergroepen |
| ------------------------ | ----------------------- | ------------------------- | --------------------- | ----------------------- | -------------------------------------------- | -------------------------------------------- | ------------------------------------------- | ------------------------------------------- |
| Animalia                 | Animalia                | Animalia                  | Animalia              | Eucarya                 | Eukaryota                                    | Animalia                                     | Eukaryota                                   | Unikonta                                    |
| Vegetabilia              | Plantae                 | Fungi                     | Fungi                 | Eucarya                 | Eukaryota                                    | Fungi                                        | Eukaryota                                   | Excavata                                    |
| Vegetabilia              | Plantae                 | Plantae                   | Plantae               | Eucarya                 | Eukaryota                                    | Plantae                                      | Eukaryota                                   | Archaeplastida                              |
| Vegetabilia              | Plantae                 | Protista                  | Protista              | Eucarya                 | Eukaryota                                    | Chromista                                    | Eukaryota                                   | Chromalveolata                              |
| niet behandeld           | Protista                | Protista                  | Protista              | Eucarya                 | Eukaryota                                    | Protozoa                                     | Eukaryota                                   | Rhizaria                                    |
| niet behandeld           | Protista                | Monera                    | Archaebacteria        | Archaea                 | Prokaryota                                   | Bacteria                                     | Archaea                                     | Archaea                                     |
| niet behandeld           | Protista                | Monera                    | Eubacteria            | Bacteria                | Prokaryota                                   | Bacteria                                     | Bacteria                                    | Bacteria                                    |